# Рудолф V (Баден)
Рудолф V фон Баден (на немски: Rudolf V von Baden, „der Wecker“; † 28 август 1361) е от 1348 до 1361 г. маркграф на Маркграфство Баден.

## Биография
Той е вторият син на маркграф Рудолф IV фон Баден († 25 юни 1348) и втората му съпруга Мария фон Йотинген († 10 юни 1369), дъщеря на граф Фридрих I фон Йотинген.
След смъртта на баща му през 1348 г. той поема управлението на Пфорцхайм заедно с брат си Фридрих III († 1353) в Баден-Баден. След неговата смърт той управлява с племенника си Рудолф VI.
Рудолф V се жени на 26 август 1347 г. за втората си братовчека Аделхайд фон Баден († след 1399), втората дъщеря на Рудолф Хесо († 1335) и на Йохана от Бургундия († 1349). Те нямат деца.
След смъртта му през 1361 г. Пфорцхайм попада отново към Баден. Вдовицата му се омъжва на 4 април 1369 г. за Валрам IV, граф фон Тирщайн († 1386).